# Eckhard Krautzun
Eckhard Krautzun (ur. 13 stycznia 1941 w Solingen) – niemiecki piłkarz, a także trener.

## Kariera piłkarska
W swojej karierze Krautzun reprezentował barwy zespołów Union Solingen, Rheydter SV, 1. FC Kaiserslautern, SC Young Fellows Juventus oraz Tennis Borussia Berlin. W sezonie 1966/1967 w barwach Kaiserslautern rozegrał 3 spotkania w Bundeslidze:
- 8 października 1966 przeciwko Eintrachtowi Brunszwik (0:2)
- 22 października 1966 przeciwko Meidericher SV (1:1)
- 11 lutego 1967 przeciwko 1. FC Nürnberg (1:1)

## Kariera trenerska
Krautzun karierę rozpoczął w 1969 roku jako grający trener szwajcarskiego zespołu SC Young Fellows Juventus, który prowadził do 1970 roku. W 1971 roku trenował reprezentację Kenii, a w latach 1973–1977 prowadził reprezentację Kanady. W tym samym czasie, przez rok był szkoleniowcem drużyny Vancouver Whitecaps.
W 1978 roku Krautzun wrócił do Niemiec, gdzie trenował zespoły 2. Bundesligi – Wormatię Worms oraz TSV 1860 Monachium. W sezonie 1978/1979 wraz z TSV awansował do Bundesligi. Zadebiutował w niej 11 sierpnia 1979 w przegranym 1:2 meczu z 1. FC Köln. TSV prowadził do września 1979. Następnie był szkoleniowcem amerykańskich drużyn NASL: Houston Hurricane oraz Fort Lauderdale Strikers W 1983 roku,
od kwietnia do czerwca trenował Union Solingen, grający w 2. Bundeslidze. Następnie krótko prowadził japońską Mazdą Hiroszima, a we wrześniu 1983 wrócił do Unionu. Jego szkoleniowcem był do sierpnia 1985.
W kolejnych latach Krautzun był trenerem w zespołach Tennis Borussia Berlin (2. Bundesliga), SV Darmstadt 98 (2. Bundesliga), Al-Ahli Dżudda, Wormatia Worms (Regionalliga), Alemannia Aachen (2. Bundesliga) oraz SC Freiburg (2. Bundesliga). W latach 1991–1993 pracował w Azji, gdzie trenował reprezentację Filipin oraz drużynę Kuala Lumpur City Hall. Był też dyrektorem, a także trenerem młodzieżowych drużyn reprezentacji Malezji.
Po powrocie do Niemiec Krautzun prowadził VfL Wolfsburg z 2. Bundesligi, a także 1. FC Union Berlin z Regionalligi. W marcu 1996 objął stanowisko szkoleniowca drużyny Bundesligi – 1. FC Kaiserslautern. W sezonie 1995/1996 spadł z nim do 2. Bundesligi, a także zdobył Puchar Niemiec, po czym odszedł z klubu. Następnie trenował tunezyjski CS Sfaxien, FC St. Pauli (2. Bundesliga), SV Darmstadt 98 (Regionalliga) oraz 1. FSV Mainz 05 (2. Bundesliga). Był też selekcjonerem reprezentacji Tunezji, a także reprezentacji Chin U-20. Tę drugą poprowadził na Mistrzostwach Świata 2005, zakończonych przez Chiny na 1/8 finału.